# Greifenberg (Bawaria)
Greifenberg – miejscowość i gmina w Niemczech, w kraju związkowym Bawaria, w rejencji Górna Bawaria, w regionie Monachium, w powiecie Landsberg am Lech, wchodzi w skład wspólnoty administracyjnej Schondorf am Ammersee. Leży około 15 km na wschód od Landsberg am Lech, przy autostradzie A96 i linii kolejowej Augsburg - Weilheim in Oberbayern.

## Dzielnice
- Beuern
- Greifenberg
- Neugreifenberg
- Painhofen

## Demografia
| Rok  | Liczba mieszk. |
| ---- | -------------- |
| 1970 | 830            |
| 1987 | 1 243          |
| 2000 | 1 791          |
| 2002 | 1 910          |
| 2005 | 2 036          |

### Struktura wiekowa
Dane o ludności z 31 grudnia 2008:
| Opis                                | Ogółem | Ogółem | Kobiety | Kobiety | Mężczyźni | Mężczyźni |
| ----------------------------------- | ------ | ------ | ------- | ------- | --------- | --------- |
| Jednostka                           | osób   | %      | osób    | %       | osób      | %         |
| Populacja                           | 2118   | 100    | 1074    | 50,71   | 1044      | 49,29     |
| Wiek przedprodukcyjny (0–17 lat)    | 416    | 19,64  | 197     | 9,3     | 219       | 10,34     |
| Wiek produkcyjny (18–65 lat)        | 1325   | 62,56  | 670     | 31,63   | 655       | 30,93     |
| Wiek poprodukcyjny (powyżej 65 lat) | 377    | 17,8   | 207     | 9,77    | 170       | 8,03      |

## Polityka
Wójtem gminy jest Johann Albrecht z GW, wcześniej urząd ten obejmował Josef Förg, rada gminy składa się z 14 osób.
|      | GW | NG | BL | AG | Razem |
| 2008 | 7  | 3  | 1  | 3  | 14    |
| 2002 | 7  | 4  | 1  | -  | 12    |